# Канберра
Ка́нберра (англ. Canberra, /'kænbrə/ або /'kænbərə/) — столиця Австралії. Населення 381,448 тис. Місто розташоване в північній частині Австралійської Столичної Території, 280 км на південний захід від Сіднея і 660 км на північний схід від Мельбурна.
В основу дизайну Канберри лягла концепція міста-саду, в якій закладені зони природньої рослинності, через що австралійці прозвали столицю «bush capital» (в перекладі з англійської «столиця кущів»).
У Канберрі знаходяться уряд і парламент Австралії, офіційна резиденція генерал-губернатора, Високий суд і численні урядові відомства і установи. Крім того, тут розташовано багато громадських та культурних установ національного значення, такі як Австралійський військовий меморіал, Австралійський національний університет, Королівський Австралійський монетний двір, Австралійський інститут спорту, Національна галерея Австралії, Національна портретна галерея Австралії, Національний музей Австралії, Національна бібліотека Австралії і Австралійський національний ботанічний сад.

## Історія
Місце розташування Канберри було обране для розміщення національної столиці в 1908 році як компроміс між суперечками Сіднея і Мельбурна, двох найбільших міст Австралії. Це австралійське місто схоже на Американський федеральний округ — Колумбія. Після міжнародного конкурсу дизайну міста був вибраний план чиказьких архітекторів Волтера та Маріон Гріффін, і будівництво почалось 1913 року. План подружжя Гріффін мав ознаки геометричних мотивів, як-от: кола, шестикутники, і трикутники та був зосереджений на вирівняних осях зі значними топографічними орієнтирами в Австралійській Столичній Території. Зростанню і розвитку Канберри перешкоджали Перша світова війна і Велика депресія, які посилили ряд суперечок під впливом планування і неефективності процесії органів, які були створені для того, щоб спостерігати за розвитком міста. Національний капітал перетворив Канберру на процвітаюче місто після Другої світової війни, коли прем'єр-міністр Роберт Мензіс відстоював його розвиток і Національна комісія капітального розвитку була сформована з виконавчою владою. Хоча Австралійська столична територія зараз наділена власним самоврядуванням, федеральний уряд зберігає певний вплив через Національний Столичний Орган.

## Географія

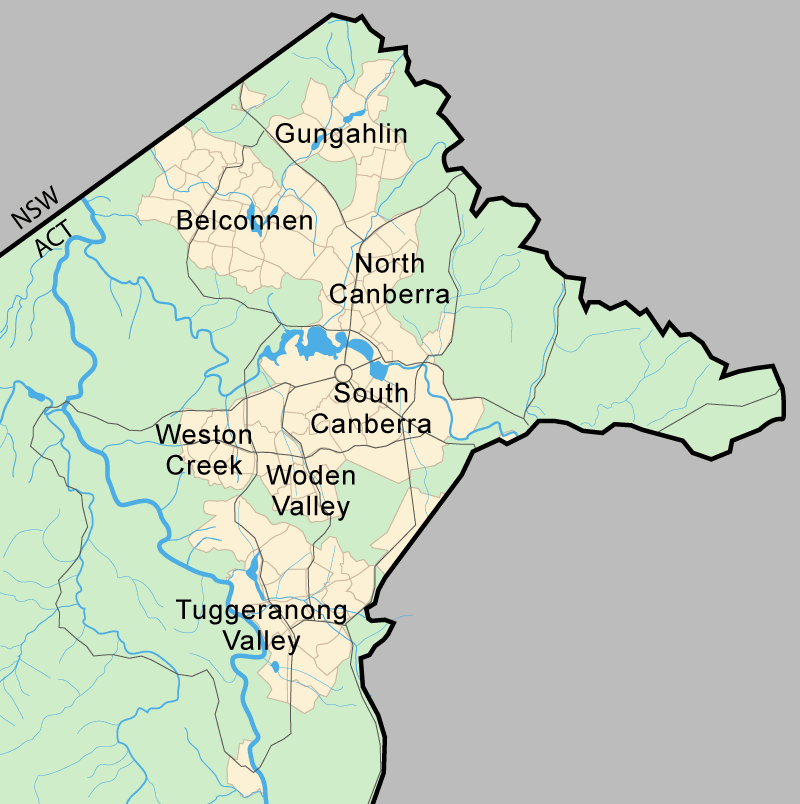
Розташування Канберри в межах Австралійської столичної території. Сім округів міста позначені жовтим кольором: Північна Канберра, Південна Канберра, Уоден-Веллі, Белконнен, Уестон-Крік, Таггеранонг і Гангалін.

Канберра займає площу 814,2 км² і розташована неподалік від гір Бріндабелла, приблизно за 150 км від східного узбережжя Австралії. Місто лежить на горбистій рівнині на висоті від 550 до 700 м. Найвища точка — гора Маджура, 888 м. Серед інших височин виділяються гори: Тейлор, Ейнслі, Магга-Магга (англ. Mt Mugga Mugga) і Блек-Маунтін. Канберра оточена лісами, які являють собою суміш евкаліптових саван, лугів, лісових районів, боліт і сухих евкаліптових лісів.
Через місто протікає річка Молонгло, яка в одному з місць перегороджена греблею, щоб підтримувати рівень води в штучному озері Берлі-Гриффін, розташованому в центрі Канберри. На північний захід від столиці Молонгло впадає в річку Маррамбіджі, яка тече в північно-західному напрямку в бік міста Ясс в Новому Південному Уельсі . В межах Австралійської столичної території неподалік від поселення Оукс-Істейт в річку Молонгло впадає річка Кванбеян. Річки Молонгло і Маррамбіджі також приймають кілька струмків, наприклад, Джеррабомберра (англ. Jerrabomberra Creek) і Ярралумла (англ. Yarralumla Creek). Двоє зі струмків, Джінніндерра (англ. Ginninderra) і Таггеранонг (англ. Tuggeranong), перекриті греблями і утворюють озера Джінніндерра і Таггеранонг. До появи озера Берлі Гріффін територія Канберри постійно затоплювалась. До будівництва греблі і заповнення озера Берлі Гріффін річка Молонгло часом спричиняла досить сильні повені.

### Клімат
Місто знаходиться у зоні, котра характеризується морським кліматом. Найтепліший місяць — січень із середньою температурою 20.6 °C (69 °F). Найхолодніший місяць — липень, із середньою температурою 5.6 °С (42 °F).
| Клімат Канберри         | Клімат Канберри | Клімат Канберри | Клімат Канберри | Клімат Канберри | Клімат Канберри | Клімат Канберри | Клімат Канберри | Клімат Канберри | Клімат Канберри | Клімат Канберри | Клімат Канберри | Клімат Канберри | Клімат Канберри |
| Показник                | Січ.            | Лют.            | Бер.            | Квіт.           | Трав.           | Черв.           | Лип.            | Серп.           | Вер.            | Жовт.           | Лист.           | Груд.           | Рік             |
| Абсолютний максимум, °C | 41              | 42              | 36              | 32              | 24              | 20              | 19              | 23              | 28              | 32              | 38              | 38              | 42              |
| Середній максимум, °C   | 27              | 27              | 24              | 19              | 15              | 12              | 11              | 12              | 16              | 19              | 22              | 26              | 19              |
| Середня температура, °C | 20              | 20              | 17              | 13              | 9               | 6               | 5               | 7               | 9               | 12              | 15              | 18              | 12              |
| Середній мінімум, °C    | 12              | 12              | 10              | 6               | 3               | 1               | 0               | 1               | 2               | 6               | 8               | 11              | 6               |
| Абсолютний мінімум, °C  | 1               | 2               | −1              | −3              | −7              | −8              | −10             | −7              | −6              | −3              | −1              | 1               | −10             |
| Норма опадів, мм        | 50              | 50              | 50              | 50              | 40              | 30              | 40              | 40              | 50              | 60              | 60              | 50              | 620             |
| Днів з опадами          | 8               | 7               | 7               | 6               | 7               | 9               | 11              | 9               | 9               | 9               | 10              | 8               | 100             |
| Вологість повітря, %    | 60              | 60              | 65              | 70              | 75              | 80              | 80              | 70              | 70              | 65              | 60              | 55              | 67.5            |
| ----------------------- | --------------- | --------------- | --------------- | --------------- | --------------- | --------------- | --------------- | --------------- | --------------- | --------------- | --------------- | --------------- | --------------- |
| Джерело: Weatherbase    |                 |                 |                 |                 |                 |                 |                 |                 |                 |                 |                 |                 |                 |

Клімат Канберри є субтропічним континентальним, але з рисами гірського. Через це в Канберрі завжди великі добові коливання температури, а літо зазвичай не надмірно посушливе.
Через географічну широту, висотність і відстань від узбережжя в Канберрі чітко виділяються чотири сезони. Клімат більшості австралійських прибережних територій, на яких розташовані всі столиці штатів і територій країни, перебуває під пом'якшувальною впливом моря. У Канберрі ж літо спекотне та сухе, зими холодні з туманами і частими заморозками. Гори і окремі місцевості покриваються снігом. Найвища температура, зареєстрована в місті 1 лютого 1968 року, становила 42,2 °C, найнижча, зареєстрована 11 липня 1971 року, -10 °C. Взимку в місті іноді випадає сніг, але зазвичай він швидко тане. З вересня по березень трапляються грози. Максимальна кількість дощів випадає навесні і влітку.

### Планування міста

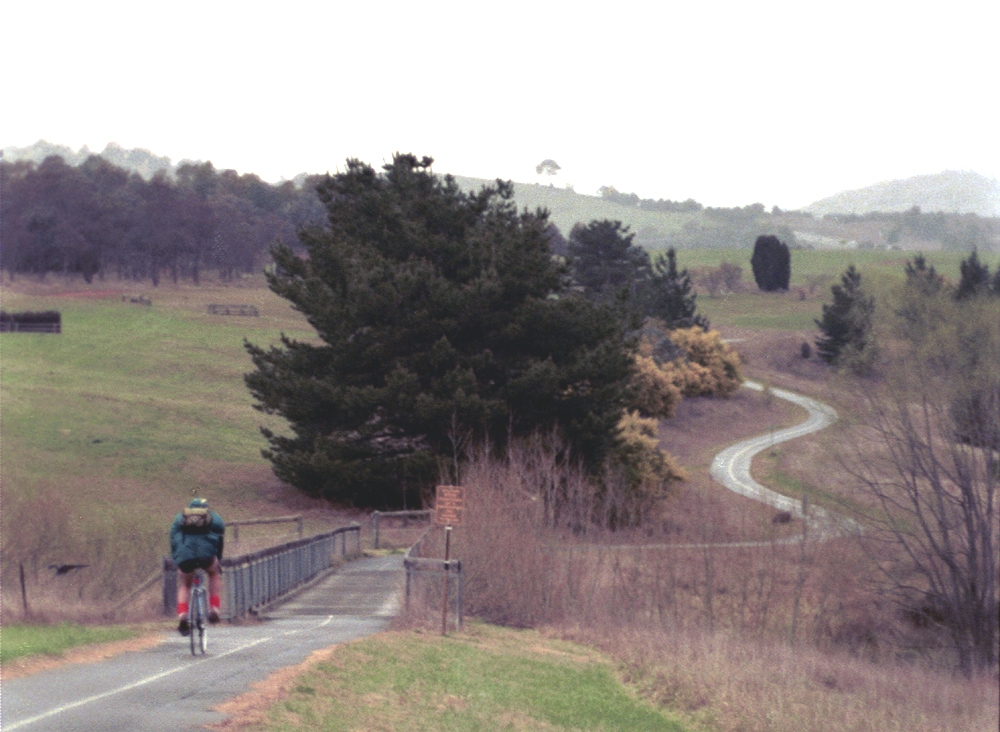
Доріжка для велосипедистів у районі Вестон-Крік.

Канберра побудована на основі міського плану, автором якого був американський архітектор Волтер Берлі Гріффін, один із найвизначніших американських архітекторів XX століття та його дружина архітекторка Маріон Махоні Гріффін. Центр міста має систему радіальних і кільцевих вулиць і розбитий на дві перпендикулярні осі: водну вісь, що тягнеться уздовж озера Берлі-Гриффін, і сухопутну вісь, що тягнеться в північно-східному напрямку від будівлі парламенту уздовж вулиці АНЗАК-Парейд (англ. ANZAC Parade) до Австралійського військового меморіалу біля підніжжя гори Ейнслі. Територія, відома як «парламентський трикутник», сформована трьома осями: перша тягнеться від Кепітал-Хілл, де розташована будівля парламенту, уздовж авеню Співдружності (англ. Commonwealth Avenue) до ділового центру навколо Сіті-Хілл, друга — вздовж авеню Конституції (англ. Constitution Avenue) до округу Діфенс (англ. Defence precinct) на Расселл-Хілл (англ. Russell Hill), третя — уздовж авеню Кінгс (англ. Kings Avenue) до Кепітал-Хілл (англ. Capital Hill).
Планування решти Канберри виходить з трьох пагорбів, що оточують місто: гір Ейнслі, Блек-Маунтін і Бімбері.

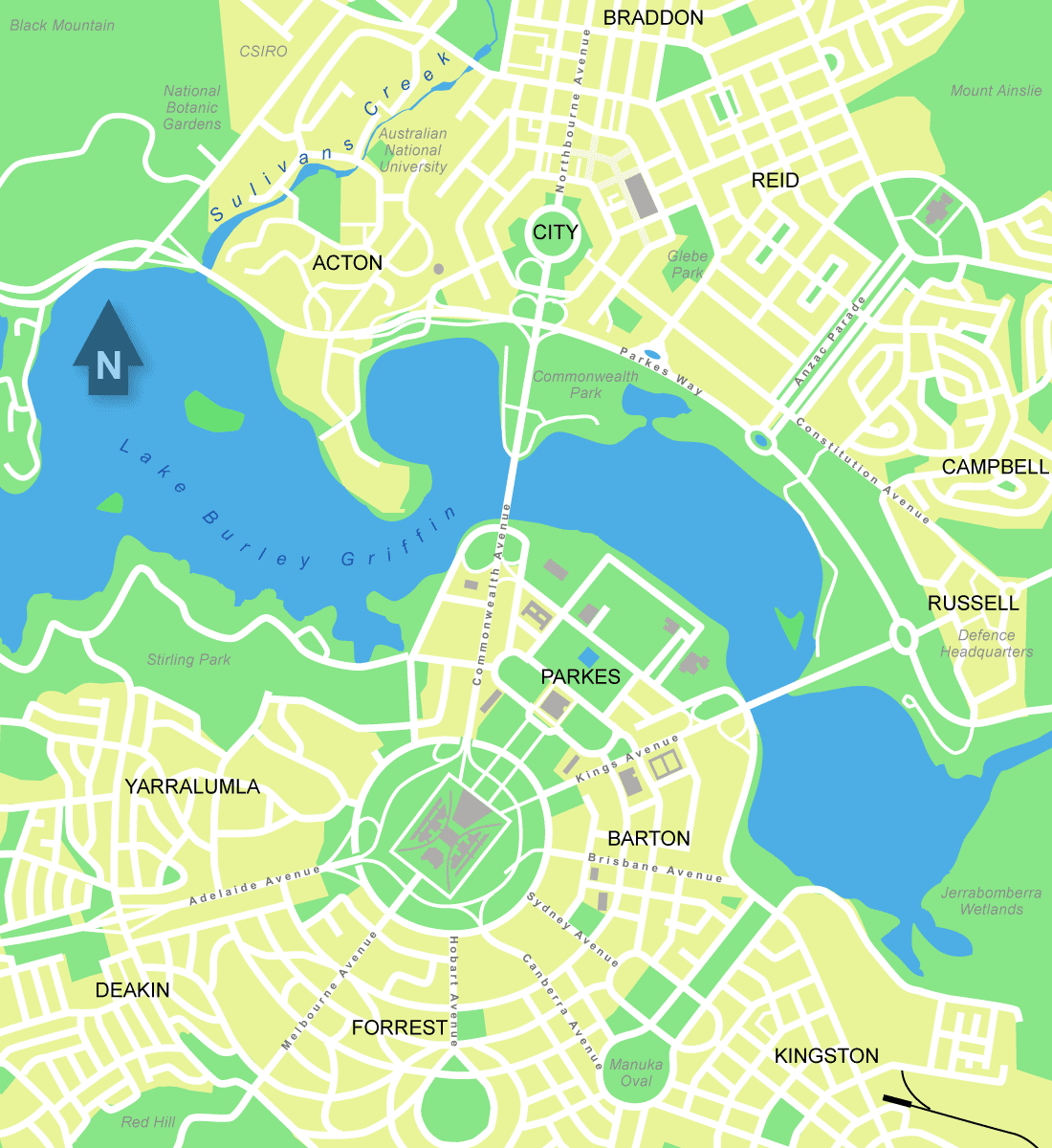
Центральна частина Канберри переважно побудована на основі плану Гріффіна (наприклад, «парламентський трикутник»).

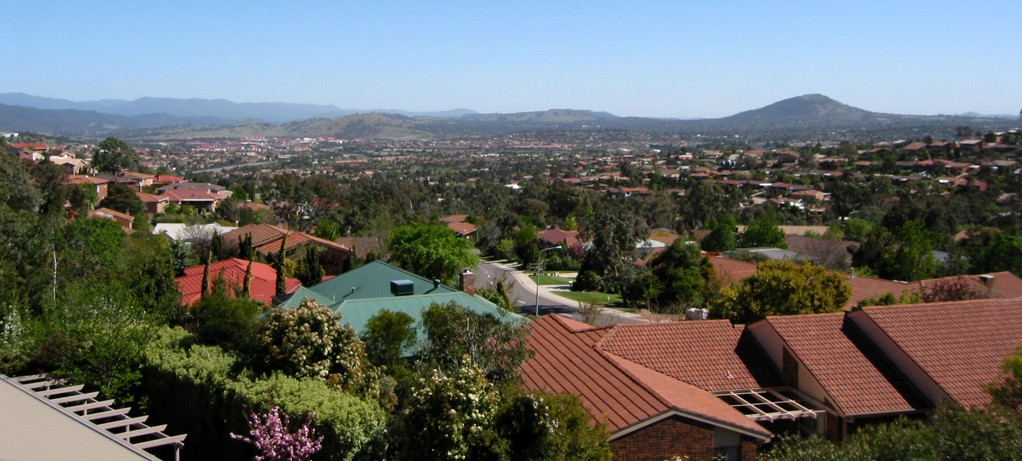
Краєвид пагорба Таггеранонг і однойменної долини.

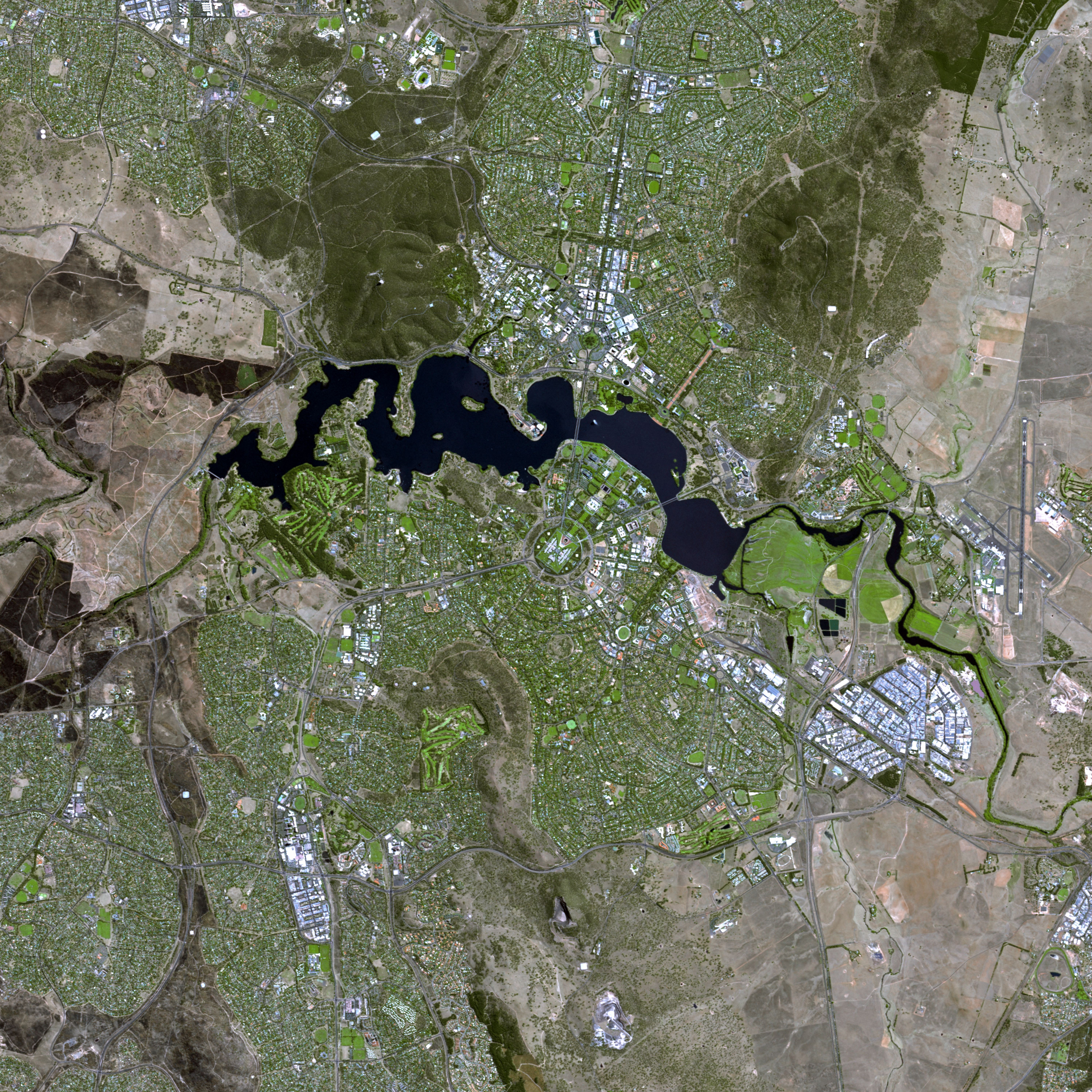
Вигляд міста з космосу.

Міська частина Канберри має зонну структуру: в ній виділяються округи, міські центри, передмістя, промислові райони і села. Місто поділено на сім округів, кожен з яких ділиться на райони і має свій комерційний і громадський центр. Округи були заселені в такому хронологічному порядку:
- Центральна Канберра[en]: округ заселений у 1920-1930-х роках і згодом розширювався аж до 1960-х років. Нині включає 25 районів[23].
- Воден-Веллі[en]: вперше заселений 1963 року. 12 районів[24].
- Белконнен[en]: вперше заселений 1967 року. 25 районів (1 все ще не розвинутий)[24].
- Вестон-Крік[en]: заселений у 1969 році. 8 районів[25].
- Таггеранонг[en]: заселений 1974 року. 19 районів[26].
- Гангалін[en]: заселений на початку 1990-х років. 18 районів (5 все ще не розвинуті).
- Молонгло Веллі[en]: розвиток розпочався 2010 року. Заплановано 13 районів.

Центральний округ Канберри здебільшого побудований на основі плану Уолтера Берлі Гріффіна. 1967 року комісія з розвитку національної столиці прийняла так званий «Y-план», план майбутнього міського розвитку Канберри навколо серії торгових і комерційних територій, відомих як «міські центри» і з'єднаних між собою швидкісними автострадами, розташування яких грубо нагадує букву Y: в основі Y розташований округ Таггеранонг, а на кінцях — Белконнен і Гангалін. Розвиток Канберри, у тому числі, міське планування і землекористування, перебуває під повним контролем уряду. Вся земля Австралійської столичної території взята в оренду на 99 років у національного уряду.
Більшість районів міста мають магазини і, водночас, розташовані неподалік від більших торгових центрів, які обслуговують по декілька районів, що межують один з одним. Комунальні служби та школи часто розташовані поблизу місцевих магазинів або торгових центрів. Багато районів Канберри названі на честь колишніх прем'єр-міністрів Австралії, відомих громадян країни, ранніх поселенців або ж використовують назви, що походять з мов австралійських аборигенів.
Назви вулиць в окремих районах міста згруповані за певними темами, наприклад, вулиці в районі Пейдж (англ. Page) названі на честь відомих біологів і натуралістів, а в районі Даффі (англ. Duffy) — австралійських дамб і гребель. Дипломатичні місії іноземних держав переважно розташовані в районах Ярраламла (англ. Yarralumla), Дікін (англ. Deakin) і О'Маллі (англ. O'Malley). Трьома промисловими районами міста є Фішвік (англ. Fyshwick), Мітчелл (англ. Mitchell) і Х'юм (англ. Hume).

## Уряд

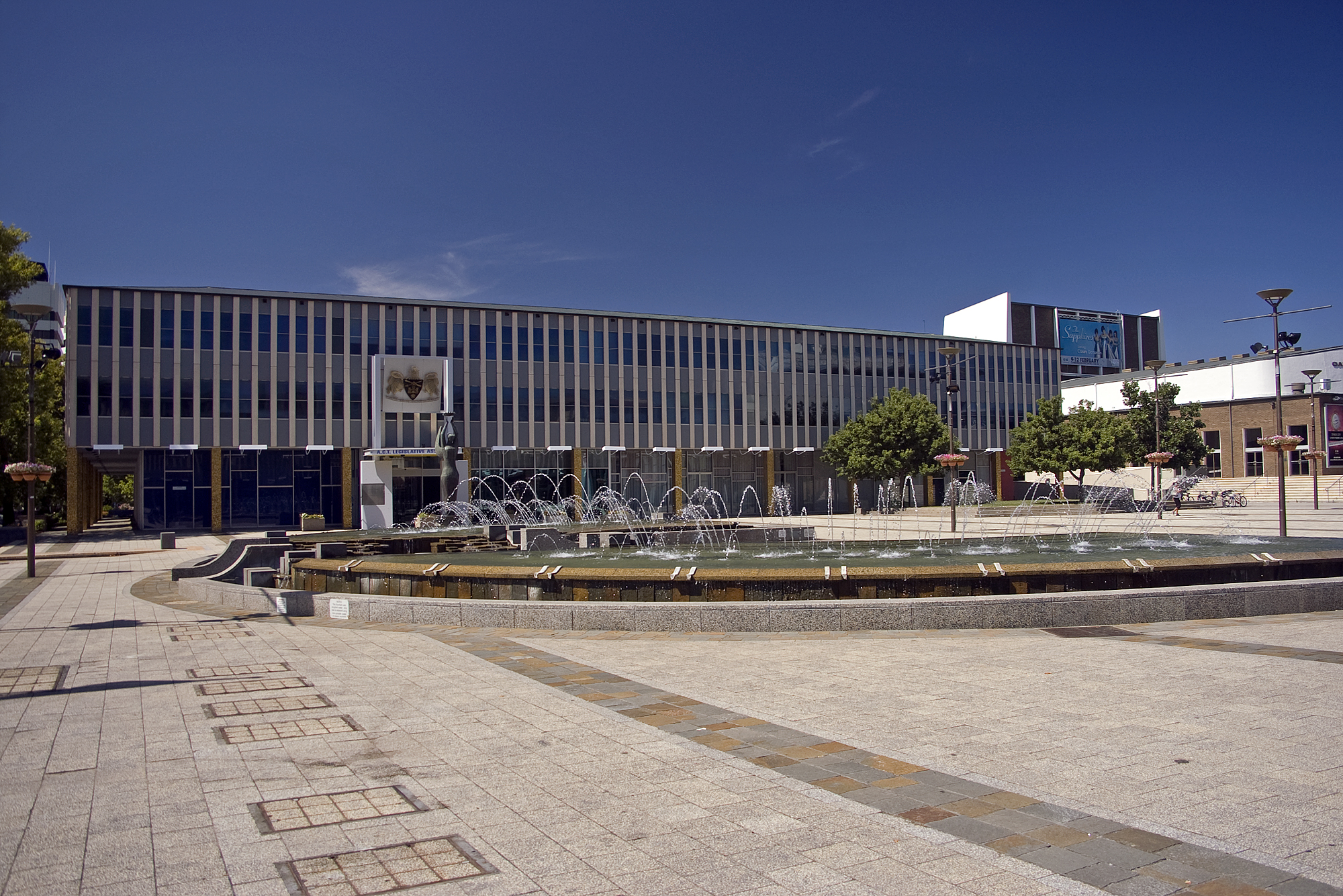
Будівля законодавчої асамблеї Австралійської столичної території.

За межами Канберри Австралійська столична територія не має поселень, які за розмірами перевищували б село. Законодавча асамблея Австралійської столичної території є одночасно міською радою та територіальним урядом. Асамблея складається з 17 членів, обраних від трьох округів на пропорційній основі. Цими округами є Молонгло, Гінніндерра і Бріндабелла, які представлені відповідно сімома, п'ятьма і п'ятьма депутатами. Головного міністра обирають члени законодавчої асамблеї, а вже він призначає чотирьох міністрів, що разом з головним міністром утворюють виконавчий орган, який неофіційно називають «кабінетом».
Австралійський національний уряд деякою мірою контролює діяльність уряду Австралійської столичної території. В адміністративній сфері це проявляється через роботу Офіційного органу національної столиці, який відповідає за планування і розвиток тих районів Канберри, що мають державне значення або займають суттєве місце в плані Гріффіна, наприклад, «парламентський трикутник», озеро Барлі Гріффін, основні під'їзні та професійні дороги, райони, де уряд зберіг за собою право власності на землю, або незабудовані пагорби і гірські хребти, які утворюють частину Природного парку Канберри. Національний уряд також зберігає за собою деяку ступінь контролю над законодавчою асамблеєю Австралійської столичної території. Компетенція федерального уряду регламентується положеннями «Закону про Австралійську столичну територію» від 1988 року. Цей закон регламентує коло питань, які підконтрольні Законодавчій асамблеї Австралійської столичної території.
За угодою з урядом Австралійської столичної території, поліцейські функції в місті здійснює австралійська федеральна поліція. Різноманітні кримінальні справи розглядають або в магістратському суді Австралійської столичної території, або у Верховному суді території (тяжчі злочини). До 2008 року в'язниць у Австралійській столичній території не було й ув'язнені відбували свій термін у штаті Новий Південний Уельс. 11 вересня 2008 року відкрито виправний комплекс Центр Олександр Маконокі) який виконує функцію як тюрми так і місця попереднього ув'язнення території. Цивільні та інші некримінальні справи розглядаються в трибуналі дрібних претензій (англ. Small Claims Tribunal) і сімейному суді (англ. Family Court).

## Економіка

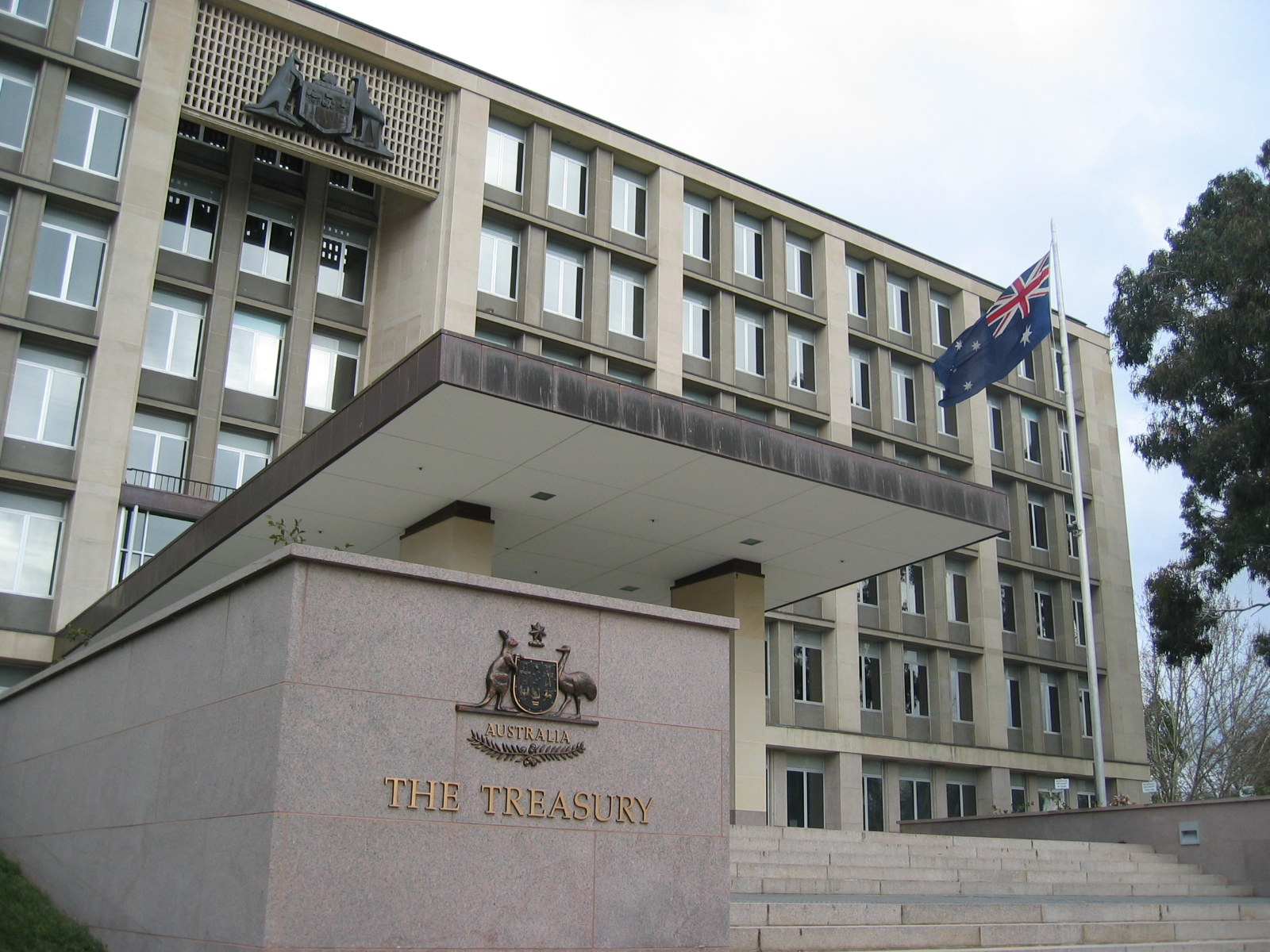
Багато жителів Канберри працюють в урядових установах, наприклад, у Казначействі Австралії.

Основу економіки Канберри становить урядовий сектор, передусім федеральний уряд Австралії. Значну частину економіки території станом на 2014 рік становили будівництво, охорона здоров'я, торгівля, сфера вищої освіти і послуг. Станом на травень 2012 року рівень безробіття в Канберрі становив 3,4 %, що нижче від загальнонаціонального рівня, який становив 5,1 % (попри те, що в окремих секторах економіки існує нестача робочої сили). В результаті низького рівня безробіття і високої зайнятості в державному і комерційному секторах, Канберра має найвищий рівень чистого доходу серед усіх австралійських столиць. Середня тижнева ставка заробітної платні жителя Канберри становить AUD$1 702, тоді як в загальному по Австралії — AUD$1 485,80 (травень 2013 року). Середня вартість житлового будинку в місті у вересні 2009 року дорівнювала AUD$511 820, що нижче, ніж у Сіднеї, але вище ніж у Мельбурні й Перті. Середня вартість будинку у вересні 2006 року становила AUD$375 000, а в листопаді 2006 року — AUD$411 305. Середня щотижнева орендна плата в Канберрі вища, ніж в будь-якому іншому штаті або території Австралії. Наприклад, у січні 2014 року вона становила $410 за тиждень, що ставить місто на третє місце в країні.
Основними галузями економіки є урядове адміністрування й безпека, у яких зайняті близько 33,9 % жителів Канберри (загалом вони дають 29,8 % внутрішнього валового продукту території). Серед роботодавців у державному секторі виділяються Міністерство оборони, фінансів, закордонних справ і торгівлі, скарбниця. Частина установ австралійських збройних сил розташовані в місті або неподалік від нього. Колишню військову базу Ферберн, що розташована поруч з Міжнародним аеропортом Канберри купили оператори аеропорту, але вона продовжує обслуговувати VIP клієнтів повітряних сил Австралії.
У місті також розташована низка виробників програмного забезпечення, які обслуговують урядові установи: QSP, TOWER Software, RuleBurst і The Distillery.

## Відомі люди
- Мойсеєнко Варфоломій Явтухович — підполковник Армії УНР. Помер та похований у Канберрі.
- Нік Киріос - професійний тенісист, колишня тринадцята ракетка світу в одиночному розряді, переможець Відкритого чемпіонату Австралії з тенісу 2022 у парному розряді.